# Pustoaia
Pustoaia – wieś w Rumunii, w okręgu Botoszany, w gminie Vârfu Câmpului. W 2011 roku liczyła 205 mieszkańców.